# Riebeckita
La riebeckita és un mineral de la classe dels silicats, que pertany i dona nom al grup del nom arrel riebeckita. Rep el seu nom d'Emil Riebeck (1853-1885), explorador i mineralogista alemany.

## Característiques
La riebeckita és un silicat de fórmula química ☐Na₂(Fe²⁺₃Fe³⁺₂)Si₂O₂₂(OH)₂. Cristal·litza en el sistema monoclínic. És normalment negra, tot i que també és molt comuna de color blau clar a blau-negre; també se'n troba de color gris-blau, gris o marró. La seva duresa a l'escala de Mohs es troba entre 5 i 5,5. És isostructural amb el supergrup dels amfíbols.

## Formació i jaciments
Es troba en sienites, en roques infrasaturades i en granits alcalins. Va ser descoberta l'any 1888 a l'illa de Socotra, a la governació d'Hadramaut (Iemen). Als territoris de parla catalana ha estat descrita al volcà del Puig de la Banya del Boc (Sant Martí de Llémena, Gironès) i a la pedrera de Los Serranos (Oriola, Baix Segura).

## Crocidolita (riebeckita fibrosa)

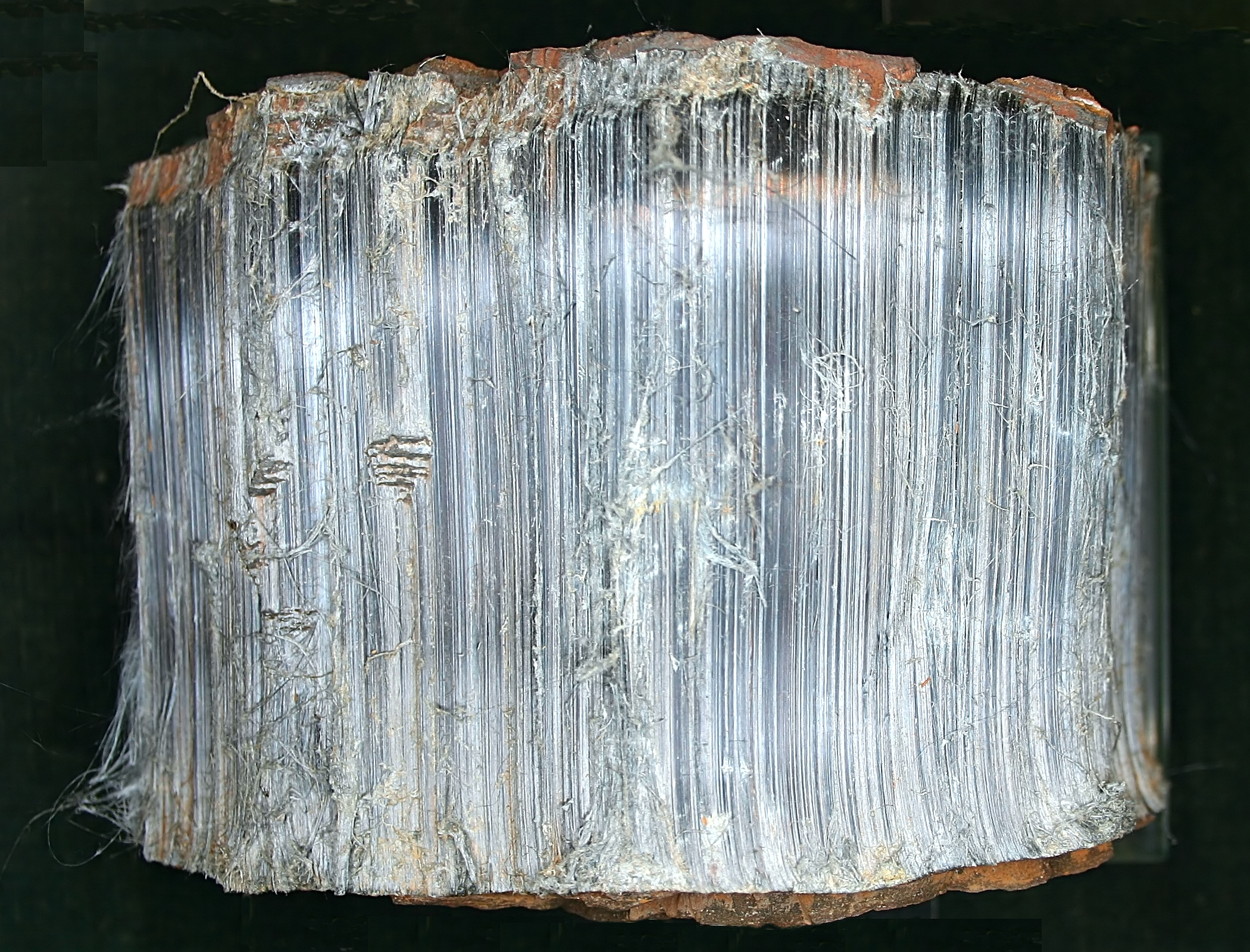
Crocidolita, varietat de riebeckita, de la mina Pomfret, Sud-àfrica

Les formes fibroses de la riebeckita es coneixen com a crocidolita, i són un dels sis tipus d'asbests reconeguts. Sovint el nom s'empra per a referir-se als asbests blaus, i es considera el més dur.